# Seznam filipinskih politikov
Seznam filipinskih politikov.

## A
- Emilio Aguinaldo
- Benigno Aquino III
- Corazon Aquino
- Gloria Macapagal Arroyo

## D
- Rodrigo Duterte

## E
- Joseph Estrada

## L
- Salvador Laurel
- Fernando Lopez

## M
- Diosdado Macapagal
- Ramon Magsaysay
- Esmael Mangudadatu
- Ferdinand Marcos
- Ferdinand Marcos mlajši
- Imelda Marcos

## O
- Sergio Osmeña

## P
- Pedro Paterno
- Emmanuel Pelaez

## Q
- Manuel L. Quezon
- Elpidio Quirino

## R
- Fidel V. Ramos
- Manuel Roxas

## V
- Cesar Virata